# Els Bessons (les Borges Blanques)
Els Bessons és una muntanya de 593 metres que es troba al municipi de les Borges Blanques, a la comarca catalana de les Garrigues. És un cim emblemàtic de la comarca, anomenat així pel fet que és constituït per dues elevacions contigües i d'alçades similars. Al cim nord, el principal, hi podem trobar un vèrtex geodèsic (referència 257122001) així com uns bancs i un plafó orientatiu. Es tracta del punt més elevat de l'espai natural i agroforestal homònim. És un bon mirador de la plana lleidatana i els Prepirineus.
Aquest cim està inclòs a la llista dels 100 cims de la FEEC. L'ascensió es pot fer des de les Borges Blanques o bé des de la pista forestal del Pla del Meno.